# Kaștanivka, Camenița
Kaștanivka (în ucraineană Каштанівка) este un sat în comuna Hrușka din raionul Camenița, regiunea Hmelnîțkîi, Ucraina.

## Demografie
Componența lingvistică a localității Kaștanivka
     Ucraineană (100%)
Conform recensământului din 2001, toată populația localității Kaștanivka era vorbitoare de ucraineană (100%).